# 鄧氏玉瑤
鄧氏玉瑤（越南语：／；？—？），越南鄭阮紛爭時期鄭主鄭松的正妃。
鄧氏玉瑤是山南處彰德縣良舍社（今屬河內市美德縣）人，是厚澤公鄧廷訓的女兒，為鄭檢生下清都王鄭梉，後來當鄭梉繼任鄭主後，尊鄧氏玉瑤為太妃。某年正月初七日去世，諡慈徽，葬於瑞原縣福培社（今屬紹化縣）。